# Newton County (Missouri)
Newton County je okres ve státě Missouri v USA. K roku 2015 zde žilo odhadem 58 615 obyvatel. Správním sídlem a zároveň největším městem okresu je Neosho. Celková rozloha okresu činí 1 624 km². Na západě sousedí se státy Oklahoma a Kansas. Jméno získal na počest seržanta Johna Newtona, který bojoval během války za nezávislost.

## Sousední okresy
| Růžice kompasu | Cherokee County | Jasper County            | Lawrence County | Růžice kompasu |
| Růžice kompasu | Ottawa County   | Sever                    |                 | Růžice kompasu |
| Růžice kompasu | Ottawa County   | Newton County (Missouri) |                 | Růžice kompasu |
| Růžice kompasu | Ottawa County   | Jih                      |                 | Růžice kompasu |
| Růžice kompasu |                 | McDonald County          | Barry County    | Růžice kompasu |